# Хоэ-Ванд
Хоэ-Ванд (нем. Hohe Wand) — коммуна (нем. Gemeinde) в Австрии, в федеральной земле Нижняя Австрия.
Входит в состав округа Винер-Нойштадт. Население составляет 1319 человек (на 31 декабря 2005 года). Занимает площадь 24,6 км². Официальный код — 3 23 11.

## Политическая ситуация
Бургомистр коммуны — Йозеф Лаферль (АНП) по результатам выборов 2005 года.
Совет представителей коммуны (нем. Gemeinderat) состоит из 19 мест.
- АНП занимает 13 мест.
- АНП занимает 4 места.
- СДПА занимает 2 места.